# Ollie Watkins
Oliver George Arthur Watkins (ur. 30 grudnia 1995 w Torquay) – angielski piłkarz, występujący na pozycji napastnika w angielskim klubie Aston Villa oraz w reprezentacji Anglii. Srebrny medalista Mistrzostw Europy 2024. 

## Wczesne życie i edukacja
Oliver George Arthur Watkins urodził się 30 grudnia 1995 roku w Szpitalu Torbay w Torquay, w hrabstwie Devon. 
Wychowywał się w pobliskim Newton Abbot i uczęszczał do South Dartmoor Community College w Ashburton. Watkins jest kibicem Arsenalu od dziecka.

## Kariera klubowa

### Wczesna kariera w Exeter City i wypożyczenie
Watkins dołączył do akademii Exeter City w wieku 11 lat po nieudanym próbnym występie w wieku 9 lat. Podpisał kontrakt juniorski w 2012 roku, a po świetnym sezonie 2013-2014 z 30 bramkami dla drużyny U18, podpisał dwuletni kontrakt zawodowy w kwietniu 2014 roku. 
Zadebiutował w pierwszej drużynie podczas ostatniego meczu sezonu 2013-2014 w League Two przeciwko Hartlepool United, zmieniając Aarona Dawsona. 
W sezonie 2014-2015 był rezerwowym, ale zdobył pierwszego gola w przegranym meczu EFL Trophy z Coventry City, zanim w grudniu 2014 roku został wypożyczony do Weston-super-Mare.
8 grudnia 2014 roku dołączył do Weston-super-Mare na miesięczne wypożyczenie, które było wielokrotnie przedłużane. Do końca sezonu 2014-2015 zdobył 10 bramek w 25 meczach. Po zakończeniu wypożyczenia wrócił do Exeter.

#### 2015-2017: Występy w pierwszym składzie
Po tym jak nie został uwzględniony w składzie pierwszej drużyny w pierwszych dwóch miesiącach sezonu 2015–16, Watkins zaczął pojawiać się na ławce rezerwowych w październiku 2015 i pod koniec tego miesiąca zaliczył swój pierwszy występ w sezonie.
6 grudnia 2015 roku Watkins pierwszy raz znalazł się w wyjściowym składzie w wygranym 2-1 derbowym meczu z Plymouth Argyle. W kolejnym spotkaniu, wygranym 2-0 w drugiej rundzie FA Cup z Port Vale, strzelił swojego pierwszego gola w sezonie. W marcu 2016 dołączył na stałe do pierwszej jedenastki, strzelając cztery bramki w sześciu meczach, co przyniosło mu nagrody Młodego Piłkarza Miesiąca Football League i Najlepszego Zawodnika według kibiców PFA.
Dobre wyniki Watkinsa na koniec sezonu 2015-2016 zapewniły mu miejsce w pierwszym składzie na sezon 2016-2017. Był to dla niego udany sezon: w 52 meczach zdobył 16 goli i zanotował 13 asyst, choć zakończył się on porażką Exeter w finale play-offów League Two przeciwko Blackpool na Wembley.
Jego dwa gole i pięć asyst w styczniu 2017 przyniosły mu nagrodę dla Piłkarza Miesiąca League Two. 9 kwietnia 2017 roku otrzymał nagrodę EFL dla Młodego Piłkarza Roku za swoje osiągnięcia w tym sezonie.

### Brentford
18 lipca 2017 roku Watkins dołączył do klubu Championship, Brentford, podpisując czteroletni kontrakt z opcją przedłużenia o kolejny rok. Kwota transferu nie została ujawniona, ale według doniesień wyniosła 1,8 miliona funtów. 
Pierwszego gola dla Brentford zdobył 8 sierpnia podczas zwycięstwa 3-1 po dogrywce w meczu wyjazdowym z AFC Wimbledon w pierwszej rundzie EFL Cup.
9 sierpnia 2019 roku Watkins podpisał nowy czteroletni kontrakt z opcją przedłużenia o kolejny rok. 29 września 2019 roku strzelił pierwszego hat-tricka w wygranym 3-1 dla Brentford zdobył w meczu Championship przeciwko Barnsley.
W sezonie 2019-2020 Watkins wystąpił 50 razy i strzelił 26 goli we wszystkich rozgrywkach, który zakończył się porażką w finale play-offów Championship.

### Aston Villa

#### 2020-2023
9 września 2020 roku Watkins dołączył do klubu Premier League, Aston Villa, podpisując pięcioletni kontrakt. Był to rekordowy transfer dla Aston Villa, wynoszący 28 milionów funtów, z możliwością wzrostu do 33 milionów. 
Dołączając do Aston Villa, Watkins ponownie spotkał się z trenerem Deanem Smithem, który wcześniej podpisał z nim kontrakt w Brentford. 15 września Watkins zadebiutował w barwach Aston Villa, zdobywając bramkę w wyjazdowym zwycięstwie 3-1 w EFL Cup przeciwko Burton Albion. Swój debiut w Premier League miał 21 września, w wygranym 1-0 meczu z Sheffield United na własnym stadionie.
4 października 2020 roku Watkins zdobył swoje pierwsze gole w Premier League, kompletując hat-tricka w meczu zakończonym zwycięstwem 7-2 nad mistrzami Liverpoolu. Była to najcięższa porażka Liverpoolu od 57 lat i pierwszy raz w historii Premier League, gdy broniący tytułu mistrz stracił 7 bramek w jednym meczu.
10 kwietnia 2021 roku Watkins ponownie strzelił Liverpoolowi, stając się pierwszym graczem od Andrieja Arszawina w sezonie 2008-2009, który zdobył cztery gole przeciwko Liverpoolowi w jednym sezonie Premier League. Z 14 bramkami Watkins został najlepszym strzelcem Aston Villa w sezonie 2020-2021.
25 lutego 2023 roku Watkins zdobył bramkę w swoim piątym z rzędu meczu Premier League, w wygranym 2-0 spotkaniu z Evertonem na wyjeździe, stając się pierwszym graczem Aston Villa, który osiągnął ten wynik.

#### 2023-teraz
23 sierpnia 2023 roku Watkins zdobył hat-tricka w wygranym 5-0 meczu Aston Villa przeciwko Hibernian w rundzie play-off Ligi Konferencji Europy UEFA co zapewniło zespołowi awans do fazy grupowej. 
30 września strzelił swojego drugiego hat-tricka w sezonie 2023-24 i trzeciego dla Aston Villi, w wygranym 6-1 meczu z Brighton & Hove Albion na własnym stadionie. 
6 października Watkins podpisał nowy kontrakt z Aston Villa, wiążąc swoją przyszłość z klubem do 2028 roku. 
14 kwietnia 2024 roku zdobył bramkę w wygranym 2-0 meczu wyjazdowym z Arsenalem, zrównując się z Christianem Benteke, osiągając 19 bramek bez rzutów karnych w jednym sezonie Premier League, co jest rekordem Aston Villa ustanowionym w sezonie 2012-13.

## Kariera reprezentacja
18 marca 2021 roku Watkins został powołany do reprezentacji Anglii przez Garetha Southgate'a na mecze eliminacji do Mistrzostw Świata 2022 przeciwko San Marino, Albanii i Polsce. 
25 marca 2021 roku zadebiutował w reprezentacji Anglii jako rezerwowy w drugiej połowie podczas zwycięstwa 5-0 nad San Marino na Wembley. W tym meczu zdobył też swojego pierwszego gola dla Anglii przy swoim pierwszym strzale w meczu.
W maju 2021 roku znalazł się w prowizorycznym składzie Anglii na Mistrzostwa Europy 2020. Jednak nie został wybrany do ostatecznej 26-osobowej kadry na turniej.
Watkins po raz pierwszy wystąpił w podstawowym składzie reprezentacji Anglii 29 marca 2022 roku na Wembley w meczu towarzyskim przeciwko reprezentacji Wybrzeżu Kości Słoniowej, zdobywając pierwszą bramkę w 30. minucie meczu zakończonego wygraną 3-0.
Watkins nie został powołany do kadry Anglii na żaden z meczów Ligi Narodów UEFA 2022-23 ani na Mistrzostwa Świata 2022. Został ponownie powołany do reprezentacji w październiku 2023 roku po 18-miesięcznej przerwie i 13 października wystąpił w meczu towarzyskim z Australią, zdobywając jedynego gola tego spotkania. Został powołany na Mistrzostwa Europy 2024. 10 lipca 2024 w meczu półfinałowym przeciwko Holandii strzelił zwycięskiego gola w 90' minucie na 2:1 doprowadzając Anglię do drugiego finału z rzędu. 14 lipca 2024 w finale przeciwko Hiszpanii wszedł w 61' minucie spotkania zmieniając Harry'ego Kane'a, mecz zakończył się drugą przegraną z rzędu 1:2.

## Styl gry
Watkins określił siebie jako „numer 10”, a w 2017 roku nazwał Thierry'ego Henry'ego swoim idolem, mówiąc: „Staram się opierać swoją grę na jego stylu, atakując obrońców i próbując coś zdziałać, gdy mam piłkę”. 
Potrafi także skutecznie grać jako skrzydłowy. W trakcie sezonu 2019-2020 w Brentford został przystosowany do roli bardziej tradycyjnego środkowego napastnika.

## Sukcesy

### Wyróżnienia
- Piłkarz sezonu EFL Championship: 2019/2020[41]
- Najlepszy młody piłkarz sezonu EFL League Two: 2016/2017[42]
- Drużyna sezonu EFL Championship według PFA: 2019/2020[43]